# Gablenz, Görlitz
Gablenz, tiếng Sorbia Jabłońc, là một đô thị trong huyện Görlitz, bang tự do Sachsen, nước Đức. Đô thị Gablenz, Görlitz có diện tích 14,65 km², dân số thời điểm ngày 31 tháng 12 năm 2005 là 1855 người.

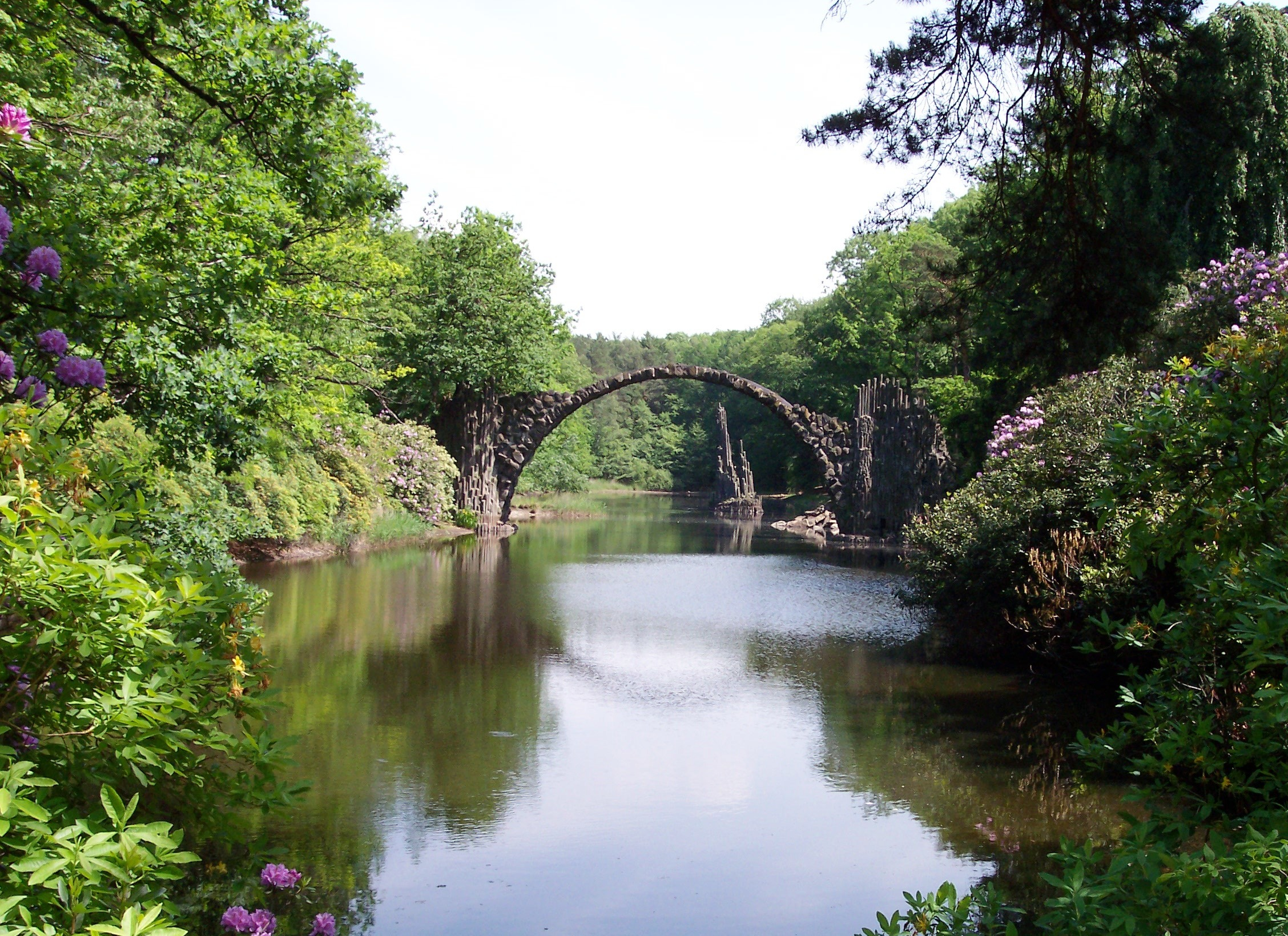
Cầu Rakotz (Rakotzbrücke) xây dựng vào khoảng năm 1860 bằng đá bazan, tại công viên Kromlau (Azaleen- und Rhododendronpark Kromlau)